# 1993年世界乒乓球錦標賽
1993年世界乒乓球锦标赛，为历史上的第42届世界乒乓球锦标赛，于1993年5月11日至23日在瑞典哥德堡举行。此次比赛共设七个项目，最终中国队以4枚金牌的成绩位居奖牌榜榜首。

## 赛果

### 团体
| 项目     | 金牌                                                  | 银牌                                               | 铜牌                                                  |
| 男子团体 | 瑞典 · 阿佩伊伦 · 卡尔松 · 林德 · 佩尔森 · 瓦尔德内尔 | 中國 · 刘国梁 · 吕林 · 马文革 · 王浩 · 王涛 · 张雷 | 德国 · 阿尔克 · 费茨纳 · 弗兰茨 · 普劳泽 · 罗斯科普夫 |
| 女子团体 | 中國 · 陈子荷 · 邓亚萍 · 高军 · 乔红                  | · 安姬硕 · 李粉姬 · 韦福顺 · 俞顺福                | · 洪次玉 · 洪顺花 · 玄静和 · 朴海晶                   |

### 单项
| 项目     | 金牌        | 银牌          | 铜牌          |
| 男子单打 | 盖亭        | 塞弗          | 普里莫拉茨    |
| 男子单打 | 盖亭        | 塞弗          | 瓦尔德内尔    |
| 女子单打 | 玄静和      | 陳靜          | 巴蒂斯库      |
| 女子单打 | 玄静和      | 陳靜          | 高军          |
| 男子双打 | 吕林 王涛   | 马文革 张雷   | 金泽洙 刘南奎 |
| 男子双打 | 吕林 王涛   | 马文革 张雷   | 林志刚 刘国梁 |
| 女子双打 | 刘伟 乔云萍 | 邓亚萍 乔红   | 陈子荷 高军   |
| 女子双打 | 刘伟 乔云萍 | 邓亚萍 乔红   | 齊寶華 陳丹蕾 |
| 混合双打 | 王涛 刘伟   | 刘南奎 玄静和 | 马文革 乔云萍 |
| 混合双打 | 王涛 刘伟   | 刘南奎 玄静和 | 李政日 俞顺福 |